# شوالیه‌ها (فیلم)
شوالیه‌ها (انگلیسی: Knights) فیلمی در ژانر اکشن، علمی–تخیلی، و رزمی به کارگردانی آلبرت پایون است که در سال ۱۹۹۳ منتشر شد. از بازیگران آن می‌توان به کتی لانگ، کریس کریستوفرسون، گری دانیلس، لانس هنریکسن و وینسنت کلین اشاره کرد.